# 우당산역
우당산역(武当山站)(원래 역명 류리핑역(六里坪站))은 중화인민공화국 후베이성 스옌시 단장커우시 류리핑진에 위치한 샹위 철로의 철도역이며, 1969년 3월에 시작되었고 2009년 10월 1일 현재의 이름으로 바뀌었다. 우당산의 옛 건물인 옥허궁 터(玉虚宫遗址)를 보호하기 위해 구 우당산역은 2009년 8월 8일 정식으로 사용 중지되었으며, 구역사 위치는 후베이성 스옌시 단장커우시 우당산특구이며, 우한 철로국 관할하에 있었다.

## 역 주변
- 우당산 원춘호텔(武当山园春宾馆)
- 우당산 호원호텔(武当山昊源宾馆)
- 국성호텔(国盛宾馆)
- 스옌시 철도병원(十堰市铁路医院)
- 다류수 소학교(大柳树小学)
- 농촌신용협동조합(农村信用合作社)류리핑다류수 지사
- 다류수촌(大柳树村) 위생실
- 스옌시 청소년 교외활동센터
- 푸인 고속공로

## 역사
류리핑역은 1969년 3월에 착공되어 1975년 초에 준공되었다.1976년, 샹위선 후베이 구간 개통과 임시 운영에 맞추어, 본역 서쪽에 있는 류리핑 전력기관구가 설립되었다.
2006년 샹위2선 우당산 구간 건설을 위한 재조사 및 설계에 따르면, 샹위 하행선은 옛 우당산역(초기 명칭 차오뎬역, 랴오잉궁역)을 경유하지 않는다.
구 우당산역은 2009년 8월 8일에 폐쇄되었고, 여객 운송 업무가 류리핑역으로 이전되었다.2009년 10월 1일, 개조된 류리핑역은 우당산역으로 개칭되었다.